# Grzegorz Fitelberg
Grzegorz Fitelberg (sinh ngày 18 tháng 10 năm 1879 - mất ngày 10 tháng 6 năm 1953) là một nhạc trưởng, nghệ sĩ vĩ cầm và nhà soạn nhạc người Ba Lan. Ông từng là thành viên của nhóm Ba Lan trẻ, chung nhóm với các nghệ sĩ Karol Szymanowski, Ludomir Różycki và Mieczysław Karłowicz.

## Cuộc đời và sự nghiệp
Fitelberg sinh ra trong một gia đình Do Thái (cha ông là Hozjasz Fitelberg, mẹ là Matylda Pintzof, và em gái Leja Wacholder, 1881–1941, đã bị sát hại trong thảm sát Holocaust), tại Daugavpils, Đế quốc Nga (nay là Latvia). Trong các năm 1906-1907, ông nhiều lần tham gia biểu diễn với dàn nhạc Berlin Philharmonic. Năm 1908, ông làm nhạc trưởng tại Nhà hát Opera Warsaw, và trong các năm 1912-13, ông làm nhạc trưởng tại Nhà hát Opera Nhà nước Vienna. Trong Chiến tranh thế giới thứ nhất, Fitelberg cộng tác với công ty Ballets Russes; ông đã chỉ huy dàn nhạc trong buổi biểu diễn đầu tiên Mavra của Igor Stravinsky tại Nhà hát Opéra Garnier ở Paris. Từ năm 1921 đến năm 1934, ông làm chỉ huy trưởng của Dàn nhạc giao hưởng Warsaw. Tại đây ông chuyên sâu sáng tác nhạc. Năm 1935, ông tổ chức Dàn nhạc Giao hưởng Phát thanh Quốc gia Ba Lan. Vào các năm 1940-41, ông làm nhạc trưởng tại Nhà hát opera Teatro Colón ở Buenos Aires. Trong sự nghiệp của mình, ông đã biểu diễn ở nhiều nơi khác nhau trên thế giới: Paris, Monte Carlo, Brussels, Vienna, Dresden, Leipzig, Moskva, Bristol, London, The Hague, Buenos Aires, New York, Montreal và Toronto. Ông mất tại Katowice, Ba Lan vào tháng 6 năm 1953.
Con trai ông là nhà soạn nhạc người Mỹ gốc Ba Lan Jerzy Fitelberg. Người vợ thứ hai của ông là Halina Schmolz. Bà là một vũ công ba-lê. Bà mất năm 1939 vì bị thương trong vụ đánh bom trên Cầu Poniatowski. Ngôi nhà của họ có tên là Willa Fitelberga gần đây đã được khôi phục lại.
Cuộc thi nhạc trưởng quốc tế Grzegorz Fitelberg, một trong những cuộc thi âm nhạc quan trọng nhất ở Ba Lan, diễn ra tại Viện âm nhạc Silesian Philharmonic từ năm 1979 đến nay.

## Giải thưởng
- Huân chương Lao động (Ba Lan, 1950)[6]
- Thập tự Chỉ huy Huân chương Polonia Restituta (Ba Lan, 1947)[7]
- Thập tự Hiệp sĩ Bắc Đẩu Bội tinh (Pháp)[8]
- Thập tự Sĩ quan Huân chương Phượng hoàng (Hy Lạp, 1938)[9]
- Thập tự Vàng Huân chương Công trạng (Ba Lan, 1932)
- Thập tự Sĩ quan Huân chương Polonia Restituta (Ba Lan, 1927)[10]